# جاسبر شنايدر
جاسبر شنايدر (بالإنجليزية: Jasper Schneider)‏ هو سياسي أمريكي، ولد في 20 يونيو 1979 في فارغو في الولايات المتحدة. حزبياً، نشط في الرابطة الديمقراطية غير الحزبية في داكوتا الشمالية ‏ والحزب الديمقراطي. وقد انتخب عضو مجلس نواب داكوتا الشمالية.